# Vespadelus regulus
Vespadelus regulus là một loài động vật có vú trong họ Dơi muỗi, bộ Dơi. Loài này được Thomas mô tả năm 1906.